# Daphne Ceeney
Daphne Jean Ceeney coniugata Hilton (Harden–Murrumburrah, 7 gennaio 1934 – Canberra, 25 luglio 2016) è stata un'atleta paralimpica, arciera e nuotatrice australiana.
Fu la prima donna australiana a partecipare ai Giochi paralimpici. Vinse numerose medaglie paralimpiche nel nuoto, tiro con l'arco, atletica leggera, scherma e tennistavolo fra il 1960 e il 1968.

## Biografia

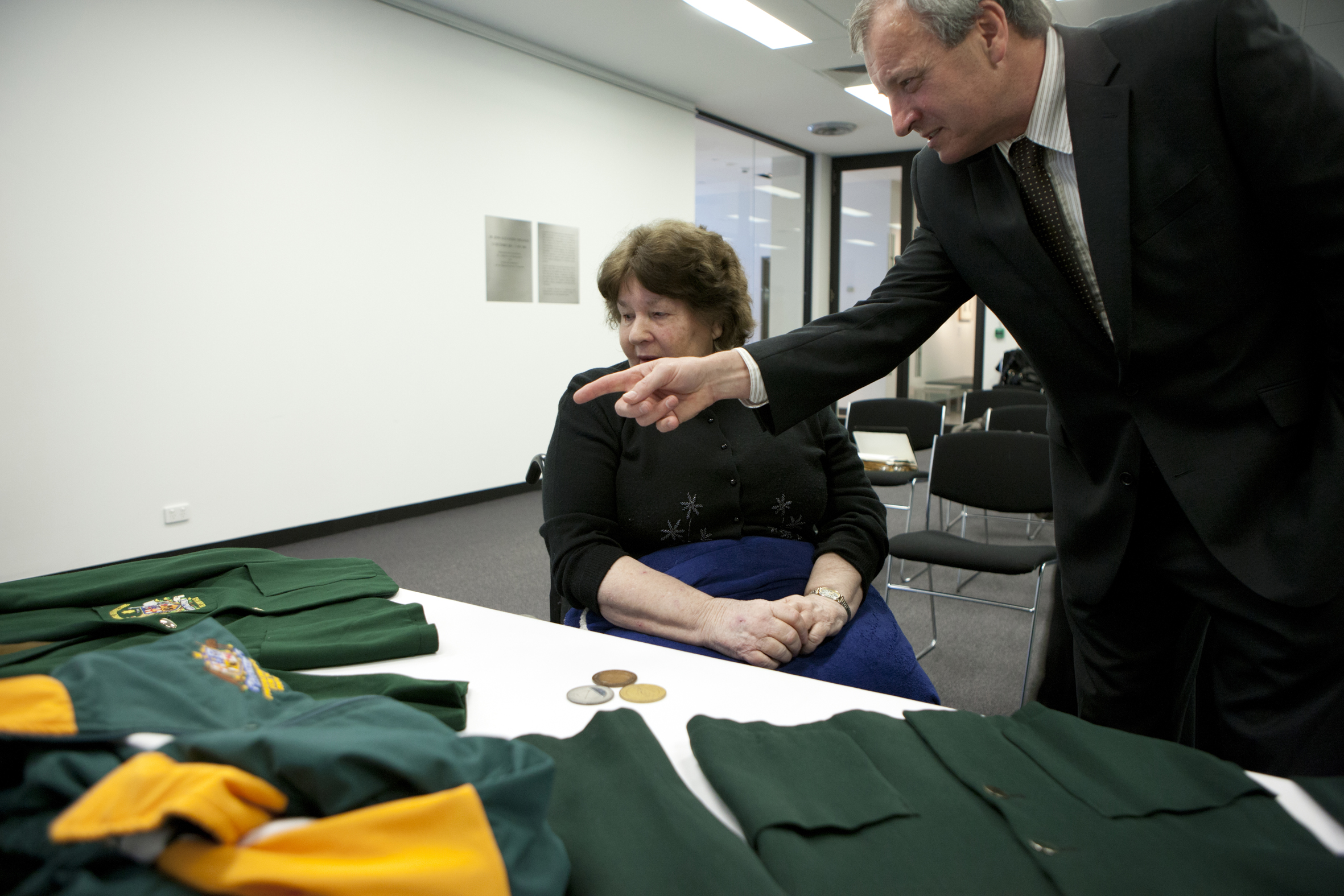
Il presidente del Comitato paralimpico australiano e Daphne Ceeney guardano i blazer e le medaglie donate dalla Ceeney all'APC nel 2012.

Ceeney nacque nel villaggio di Harden-Murrumburrah, nel Nuovo Galles del Sud, il 7 gennaio 1934. Maggiore di quattro figli, divenne paraplegica dopo essersi rotta la schiena in un incidente a cavallo nel 1951 all'età di 17 anni. Trascorse nove mesi al Royal Prince Alfred Hospital di Sydney prima di tornare a Murrumburrah. Otto anni dopo l'incidente, si trasferì a Sydney, dove trascorse sei mesi al Centro di riabilitazione di Cherrywood e poi un anno all'ospedale di riabilitazione Mt Wilga. Durante la permanenza all'ospedale di riabilitazione, sviluppò le sue capacità e abilità sportive. Venne selezionata come unica atleta donna australiana alle Paralimpiadi di Roma del 1960.
Nel 1967 sposò Frank Hilton, che aveva conosciuto al Northern Archers Club. Lavorò come stenodattilografa fino alla nascita delle sue gemelle, Nichole e Rachael, nel 1970. È stata al Royal North Shore Hospital per sei mesi prima del parto ed è stata la prima persona paraplegica a dare alla luce due gemelli in Australia; è stata scritta una tesi sulla gravidanza e il parto. Aprì ufficialmente il villaggio dell'atleta alle Olimpiadi e Paralimpiadi di Sydney del 2000 e fece parte della staffetta della torcia paralimpica del 2000. Nell'agosto 2012, donò una serie di medaglie dei Giochi del 1960 e tre blazer della squadra australiana al Comitato Paralimpico australiano. Ceeney morì nel 2016 all'età di 82 anni.

### Carriera sportiva

#### Paralimpiadi 1960
Ceeney fu l'unica concorrente australiana ai Giochi inaugurali di Roma del 1960. Ai giochi, vinse due medaglie d'oro negli eventi di classe 5 completa dei 50 m rana femminile e di classe 5 completa dei 50 m stile libero femminile, tre medaglie d'argento nella gara di St. Nicholas femminile open nel tiro con l'arco, lancio della clava femminile C e lancio del giavellotto femminile classe C e una medaglia di bronzo nell'evento C femminile di lancio del peso.

#### Giochi paraplegici del Commonwealth 1962
Ceeney conquistò 8 ori e un argento ai Giochi paraplegici del Commonwealth 1962 a Perth, in Australia, nelle gare di nuoto, atletica leggera e tiro con l'arco.

#### Paralimpiadi 1964

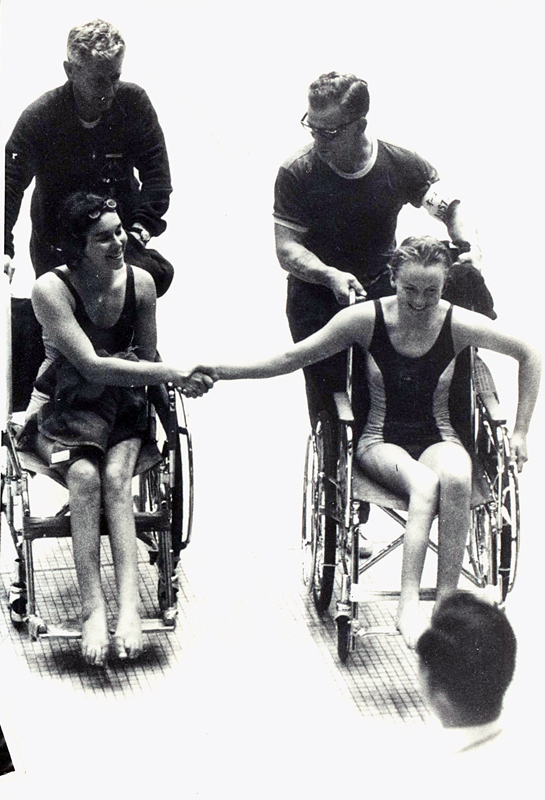
Le paralimpiche australiane Daphne Ceeney e Elizabeth Edmondson si stringono la mano dopo la vittoria di Edmondson e l'argento di Ceeney nei 50 metri proni nel nuoto ai Giochi paralimpici di Tokyo 1964. Le donne sono guidate da Kevin Betts (Ceeney) e "Johnno" Johnston (Edmondson)

Alle Paralimpiadi di Tokyo 1964, Ceeney vinse un oro nel doppio femminile di tennistavolo con Marion O'Brien, un argento nei 50 metri stile libero prono completo della classe C e tre bronzi nell'Albion femminile di tiro con l'arco, nei 50 metri stile libero supino cauda equina e nel fioretto femminile in carrozzina; gareggiò anche nelle gare di atletica leggera senza vincere alcuna medaglia.

#### Giochi paraplegici del Commonwealth 1966
Ceeney vinse 13 medaglie tra cui 6 ori nelle gare di nuoto, scherma, getto del peso, tennistavolo e pentathlon ai Giochi paraplegici del Commonwealth 1966 in Giamaica. In questa manifestazione, fu l'unica donna a far parte della nazionale di pallacanestro in carrozzina. Questi Giochi furono i primi in cui era previsto un torneo di basket in carrozzina e così la Ceeney diventò la prima donna a giocare a pallacanestro in carrozzina in una competizione maschile in Australia.

#### Paralimpiadi 1968
Ai Giochi paralimpici di Tel Aviv 1968, vinse una medaglia d'argento nei 50 metri stile libero femminile classe 5 e due medaglie di bronzo nei 60 metri in carrozzina classe C e nella classe speciale del pentathlon. Dopo queste Paralimpiadi, Ceeney si ritirò dall'attività agonistica con un bottino di 14 medaglie paralimpiche; un record che non fu superato da nessun australiano fino al 2000.

#### Giochi mondiali in carrozzina 2002
Negli anni '90, Ceeney cominciò a giocare a bowls nella speranza di essere selezionata per i Giochi paralimpici di Sydney 2000. Lo sport fu tolto dal programma paralimpico dopo Atlanta 1996, ma Ceeney continuò a gareggiare ai Giochi mondiali su sedia a rotelle del 2002 vincendo un argento nel singolare e una medaglia di bronzo nelle coppie. Si ritirò dal bowls quello stesso anno.

## Riconoscimenti
Nel 2012, Ceeney è stata una delle 31 persone invitate a essere ambasciatrice per le celebrazioni del 50º anniversario degli sport in carrozzina nel NSW. È stato inserita nella Hall of Champions del Nuovo Galles del Sud nel novembre 2014. Nel dicembre 2016, è stata introdotta postumamente nella Australian Paralympic Hall of Fame.

## Palmarès paralimpico
| Anno | Manifestazione     | Sede     | Evento                                        | Risultato | Prestazione | Note |
| ---- | ------------------ | -------- | --------------------------------------------- | --------- | ----------- | ---- |
| 1960 | Giochi paralimpici | Roma     | Atletica leggera - Lancio della clava C       | Argento   |             |      |
| 1960 | Giochi paralimpici | Roma     | Atletica leggera - Lancio del giavellotto C   | Argento   |             |      |
| 1960 | Giochi paralimpici | Roma     | Atletica leggera - Getto del peso C           | Bronzo    |             |      |
| 1960 | Giochi paralimpici | Roma     | Nuoto - 50 m rana completo 5                  | Oro       |             |      |
| 1960 | Giochi paralimpici | Roma     | Nuoto - 50 m stile libero completo 5          | Oro       |             |      |
| 1960 | Giochi paralimpici | Roma     | Tiro con l'arco - St. Nicholas round open     | Argento   |             |      |
| 1964 | Giochi paralimpici | Tokyo    | Nuoto - 50 m stile libero prono completo 5    | Argento   |             |      |
| 1964 | Giochi paralimpici | Tokyo    | Nuoto - 50 m stile libero supino cauda equina | Bronzo    |             |      |
| 1964 | Giochi paralimpici | Tokyo    | Tiro con l'arco - Albion round open           | Bronzo    |             |      |
| 1964 | Giochi paralimpici | Tokyo    | Tennistavolo - Doppio femminile C             | Oro       |             |      |
| 1964 | Giochi paralimpici | Tokyo    | Scherma - Fioretto individuale femminile      | Bronzo    |             |      |
| 1968 | Giochi paralimpici | Tel Aviv | Nuoto - 50 m stile libero 5                   | Argento   |             |      |
| 1968 | Giochi paralimpici | Tel Aviv | Atletica leggera - 60 m in carrozzina C       | Bronzo    |             |      |
| 1968 | Giochi paralimpici | Tel Aviv | Atletica leggera - Pentathlon classe speciale | Bronzo    |             |      |